# Чолгині
Чолги́ні — село в Україні, в Яворівському районі Львівської області. Населення становить 1001 особа. Орган місцевого самоврядування — Новояворівська міська рада.

## Історія
Згадується в 1375 році у надавчому привілеї князя Владислава Опольського братам Герборду (Herbord) і Фридрушу (Фридрижу[джерело?]), званими Панчами[джерело?] (рід Гербурти). Їм було надано села Чолгині, Мужиловичі та Підлуби.
Руський воєвода Іван Данилович 1626 року з кількома королівськими комісарами брали участь у розмежуванні земель містечка Брухналя від Прилбичів та Чолгинів.
10 червня 1925 р. комуністична фракція польського сейму виступила із заявою, у якій говорилось, що селяни, аби врятуватись від голодної смерті, випікають хліб із мерзлої картоплі, а у с. Чолгині Яворівського повіту 156 родин із 170 жебракують. Тяжке становище доводило селян до відчаю: вони проганяють збирачів податків, скошують панський хліб, рубають ліс. 10 жовтня 1931 р. для розправи із непокірними селянами у Чолгині прибув каральний загін. Багатьох жителів було побито гумовими палицями. 27 лютого 1939 року відбулась друга пацифікація у Чолгинях. Селяни хотіли вибрати солтисом Моюка. Жандарми арештували М. Даньо, який виступив від імені односельчан проти солтиса, але вивезти його селяни не дали. Під кінець дня до села прибув каральний загін, в результаті чого 8 осіб було арештовано і відправлено до Краковецької тюрми
.
За радянських часів у селі розміщувалась центральна садиба колгоспу «Україна», який мав 883 га орної землі.
Колигній орган місцевого самоуправління - Терновицька сільська рада.

## Населення

### Мова
Розподіл населення за рідною мовою за даними перепису 2001 року:
| Мова       | Кількість | Відсоток |
| ---------- | --------- | -------- |
| українська | 994       | 99.3%    |
| російська  | 5         | 0.5%     |
| румунська  | 2         | 0.2%     |
| Усього     | 1001      | 100%     |

## Пам'ятки
Дерев'яна церква святого Євстахія. Датована 1750 роком. Належить парафії УАПЦ.

## Спорт
Є футбольний клуб — «Нива» Чолгині.

## Галерея

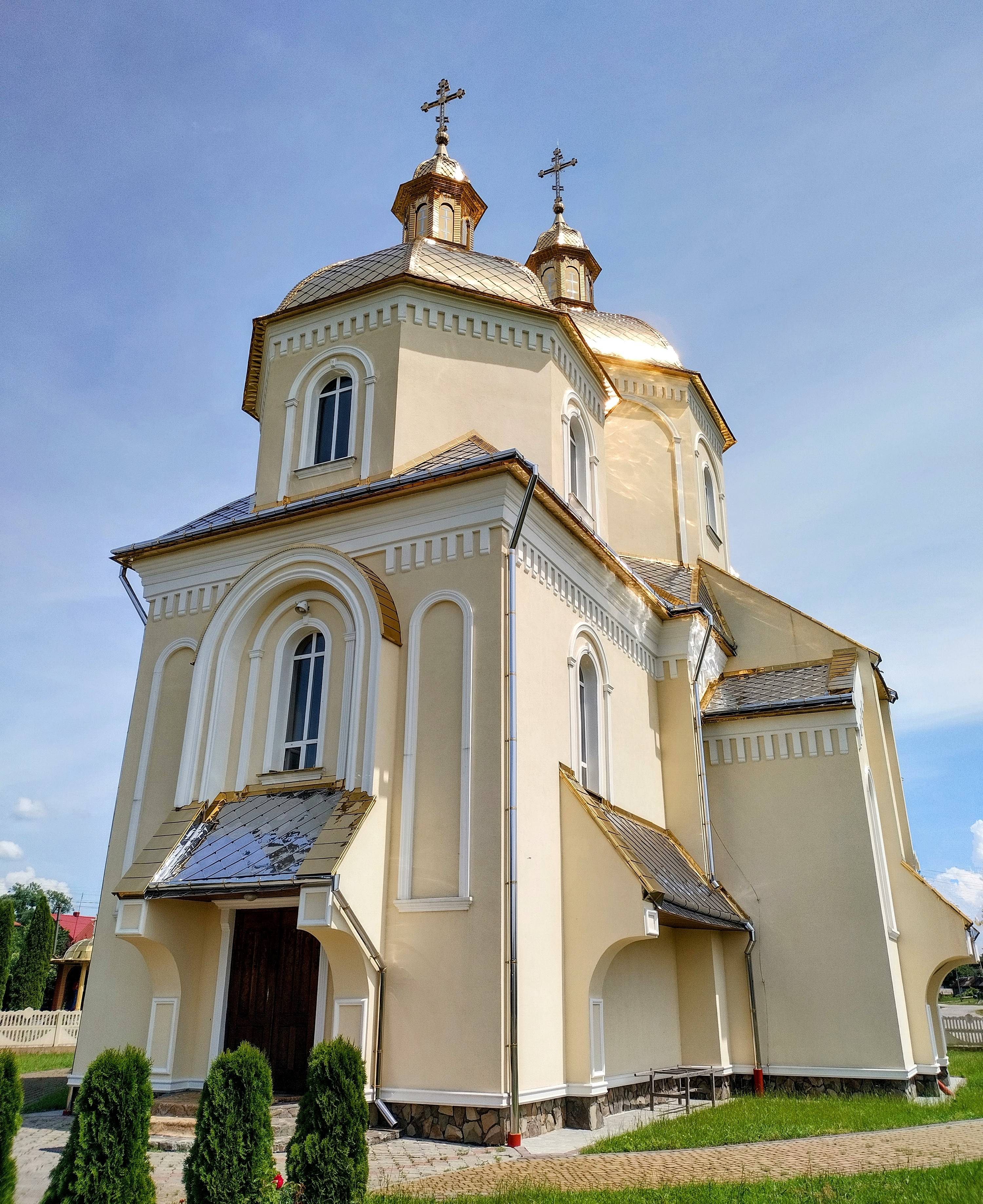
Церква Святого Євстахія Плачиди (УГКЦ)
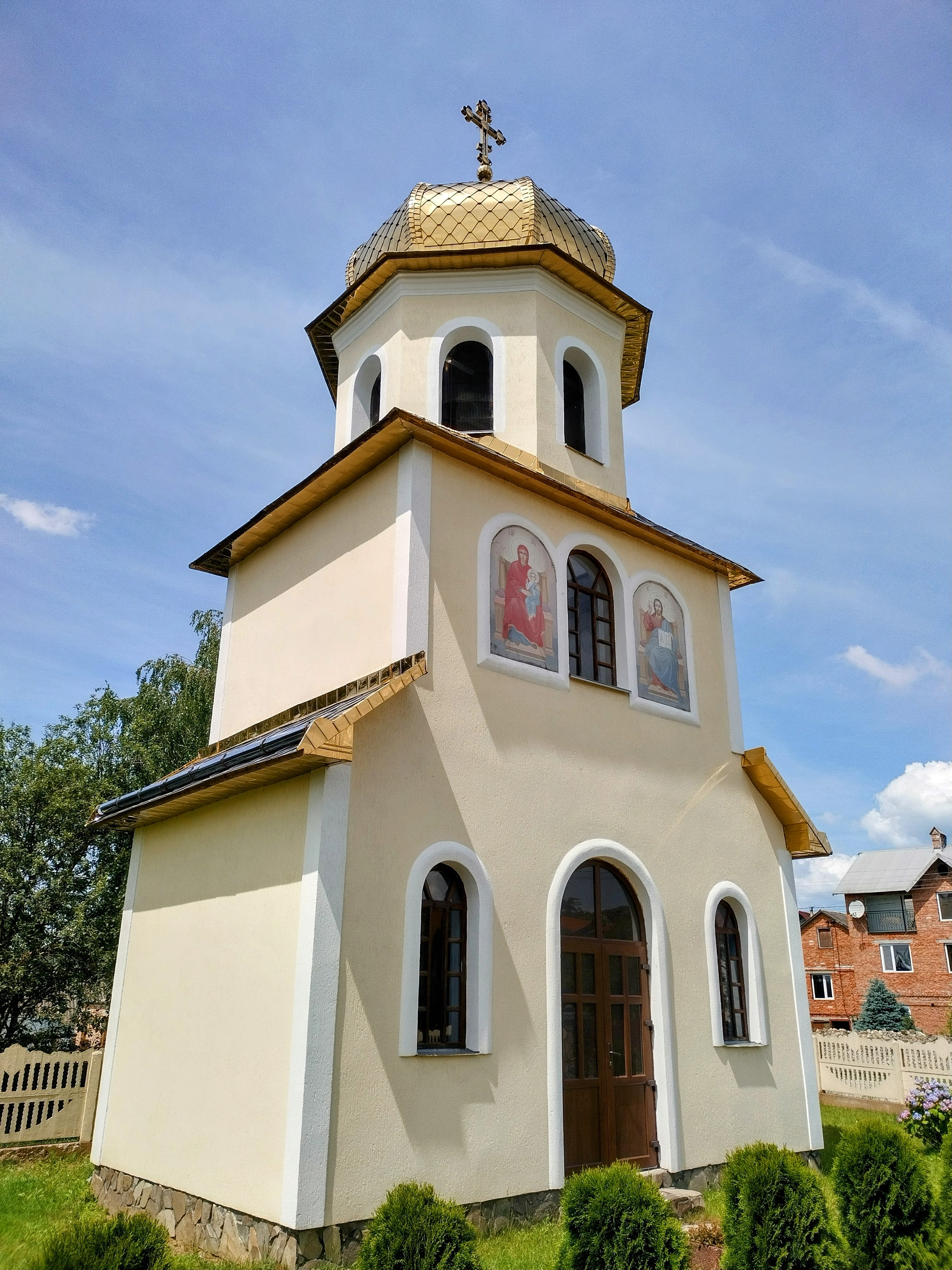
Дзвіниця церкви Святого Євстахія
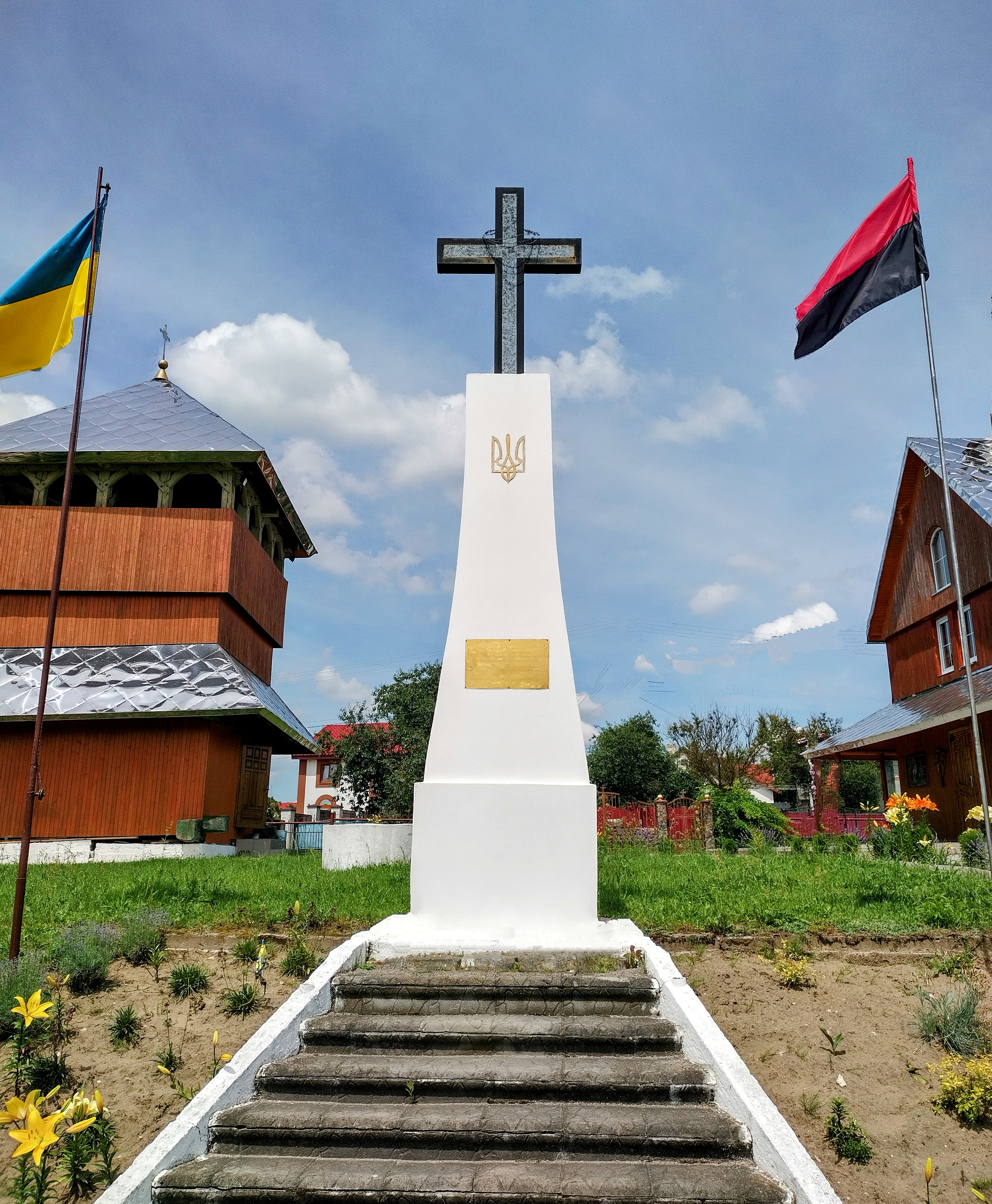
Меморіал "Борцям за волю України"